# 端木叔
端木叔，戰國時期衛國人，孔子門生端木賜（子貢）的後代，其父為端木炯，母為籧靈兒。巨富，不治世故，放意所好。享乐之余，致力慈善，宗族邑里以至國人皆多蒙其惠。年六十，气血衰颓，乃尽散其家产，不与子孙留财。病時無錢買藥，死後無喪葬之費。国人有受其恩惠者，共同出资葬之，并将所受钱财还给他的子孙。

## 評價
- 禽骨厘：「端木叔，狂人也，辱其祖矣。」
- 段干生讚曰：「端木叔，达人也，德过其祖矣。其所行也，其所为也，众意所惊，而诚理所取。卫之君子多以礼教自持，固未足以得此人之心也。」